# کونراد دابلیو. هال
کونراد دابلیو. هال (انگلیسی: Conrad W. Hall؛ زادهٔ ۱۳ نوامبر ۱۹۵۸) فیلم‌بردار اهل ایالات متحده آمریکا است.

## فیلم‌شناسی
- هفت (فیلم ۱۹۹۵) (۱۹۹۵) (as camera operator)[۱]
- باشگاه مبارزه (۱۹۹۹) (as camera operator)[۲]
- اسلیپی هالو (فیلم) (۱۹۹۹) (second unit)
- اتاق پناهگاه (۲۰۰۲) (split credit with Darius Khondji)[۳]
- مجازاتگر (فیلم ۲۰۰۴) (۲۰۰۴)
- دو نفر برای پول (۲۰۰۵)
- Elvis and Anabelle (۲۰۰۷)
- The Longshots (۲۰۰۸)
- المپیوس سقوط کرده‌است (۲۰۱۳)
- The Moon and the Sun (۲۰۱۵)